# أنيتا وول
أنيتا وول (بالسويدية: Anita Wall)‏ هي ممثلة سويدية، ولدت في 11 يوليو 1940 بستوكهولم في السويد. من الجوائز التي نالتها جائزة أوجين أونيل ‏ سنة 2008 وميدالية الآداب والفنون ‏ سنة 2001.

## أعمال

### مسلسلات
- مشاهد من الحياة الزوجية

## جوائز
- جائزة أوجين أونيل [الإنجليزية]‏ (2008)
- ميدالية الآداب والفنون [الإنجليزية]‏ (2001)

## وصلات خارجية
- أنيتا وول على موقع IMDb (الإنجليزية)
- أنيتا وول على موقع أول موفي (الإنجليزية)
- أنيتا وول على موقع قاعدة بيانات الأفلام السويدية (السويدية)
- أنيتا وول على موقع ديسكوغز (الإنجليزية)
- أنيتا وول على موقع قاعدة بيانات الفيلم (الإنجليزية)
- أنيتا وول على موقع كينوبويسك (الروسية)